# En ljus framtid
En ljus framtid utkom 1982 och är ett album av den kristna gruppen Samuelsons. Skivan är inspelad i KMH studio i Stockholm. 

## Låtlista
1. Gamla, unga, kom låt oss sjunga
2. Ta min hand
3. Jesus, du är världens ljus
4. Du får säga vad du vill (Put a Little Love on Me)
5. En liten bit av himlen
6. Du är allt jag har
7. Lär mig bedja
8. Livet ger dej mer om du tror
9. Mitt liv blir aldrig som förut
10. En ljus framtid
11. Believe In Jesus Christ
12. En ny himmel - en ny jord
13. Vi har htt hem
14. Nu har stunden kommit

## Medverkande
- Akustisk gitarr - Hasse Rosén, Lasse Westman
- Akustisk gitarr [Steel] - Mats Rosén
- Bas - Mats Englund
- Trummor - Rolf Alex
- Gitarr - Hasse Rosén
- Keyboard - Anders Eljas , Kjell Öhman
- Mixad av - Lennart Karlsmyr
- Piano - Kjell Öhman
- Saxofon - Janne Kling